# العطار (سدير)
العطار هي بلدة سعودية تقع في إقليم سدير بمحافظة المجمعة التابعة لمنطقة الرياض. المناخ السائد فيها يعرف بالمناخ القاري، وهي تقع على ضفاف وادي الفقي «وادي سدير» من الجهة الجنوبية.

## الموقع
تقع مدينة العطار في منطقة سدير في المملكة العربية السعودية وتبعد عن مدينة الرياض بمسافة 160 كلم شمال الرياض، وهي تقع على جانب وادي الفقي
ويحدها شمالا مدينة حوطة سدير وجنوبا عودة سدير وتقابلها شرقا على نفس الوادي بلدة الجنيفي .
ترتبط إداريا بمحافظة المجمعة في منطقة الرياض .

## المناخ
بحكم وقوع بلدة العطار في منطقة سدير فإن مناخها هو مناخ المنطقة التي تقع فيها، فالمناخ السائد هناك يعرف بالمناخ القاري، أي حار جاف صيفا وشديد البرودة شتاء، وتهطل الأمطار في فصلي الشتاء والربيع.

## جغرافيتها
تقع العطار على ضفاف وادي الفقي «وادي سدير» من الجهة الجنوبية، وأرضها زراعية خصبة، فمتى ما سال الوداي انتعشت الأراضي والنخيل وأخذت بالاخضرار والإنتاج، وأرضها منخفضة قليلا، وتنقسم البلدة إلى ثلاثة أقسام: العلاوة «العليا» وهي شمال البلدة ، الوسطى «البلد» وهي وسط البلدة ، السفالة «السفلى» وهي الجزء الجنوبي منها.
 وادي الفقي:
يعتبر من أكبر الأودية وأقدمها في منطقة نجد، فلذلك لا عجب أن تجد على ضفافه الكثير من البلدان والقرى الآهلة بالسكان، لأن الماء هو أساس الحياة، ويعود تاريخه إلى أزمنة بعيدة جدا، حيث ذكره ياقوت الحموي في معجم البلدان بقوله: الفقي: وادٍ في طرف عارض اليمامة من قبل مهب الرياح الشمالية وقيل: هو لبني العنبر بن عمرو بن تميم نزلوها بعد مقتل مسيلمة لأنها خلت من أهلها وكانوا قتلوا مع مسيلمة، وبها منبر ومنبرها أكبر منابر اليمامة»، ويصل طول الوادي إلى 30 كلم تقريبا ويتفرع منه عدد كبير من الشعاب والرياض الكثيرة.

## تاريخ العطار
نظرا لقدم وادي الفقي وغزارة مائه وخصوبة أرضه، فقد نشأت على ضفافه الكثير من البلدان والقرى منذ القدم، وتعتبر بلدة العطار من تلك البلدان القديمة التي نشأت على ضفافه وامتهن أهلها الزراعة والفلاحة والتجارة، ولعل أقدم نص تاريخي ذكرت فيه بلدة العطار جاء في تاريخ المؤرخ محمد بن ربيعة المتوفى في القرن الثاني عشر الهجري حيث جاء ذكر العطار في أحداث سنة 1078ه ، وذكره العلامة المؤرخ عثمان بن بشر المتوفى في القرن الثالث عشر الهجري في كتابه «عنوان المجد في تاريخ نجد» في نفس العام الذي ذكره ابن ربيعة، وذكره المؤرخ إبراهيم بن عيسى المتوفى في القرن الرابع عشر الهجري في تاريخه في نفس العام.
وقد ذكره الشيخ عبد الله بن خميس في معجم اليمامة الجزء الثاني فقال: «العطار بفتح العين والطاء المشددة فألف وراء، على صفة بائع العطر، وهي بلدة قديمة تقع في أسفل «وادي الفقي » ويسقي نخيله ويسقيه أيضا شعب آخر خاص به، وعلى جباله ويحيط به حصون وأبراج قديمة..»، مما يظهر لنا أن البلدة لها تاريخها القديم وكانت معروفة منذ زمن طويل، ولكن نظرا لأن الناس الأوائل تبعا لما مروا به من ظروف حياتية قاسية أجبرتهم على البحث عن الرزق وترك الكتابة والتأليف وخاصة التاريخ، مما جعل الفترات الزمنية التي سبقت الدولة السعودية الأولى مجهولة وغير واضحة المعالم.

## المعالم التاريخية
كانت بلاد نجد في الزمن السابق ممزقة وفي حروب دائمة فكل بلد كان دولة قائمة بذاتها، ولعل أبرز معالم البلدة التي ما زالت قائمة هو سور العطار فهو مبني ليحمي البلدة من الحروب واللصوص ويكون حاميا لجميع النخيل والمزارع والبيوت، وهو مبني من الطين الخالص مما جعله يعمر لسنوات طويلة. وللبلدة بوابتان شمالية وجنوبية، وللسور عدة بروج يحتمي فيها المقاتلون أثناء المعارك، بالإضافة إلى مساجد البلدة الثلاثة القديمة والمسجد الجامع.

## النهضة التنموية
شهدت بلدة العطار نهضة تنموية شاملة كغيرها من بلدان المملكة، فبنيت فيها مدرسة للأولاد وللبنات ، تم افتتاح أول مدرسة نظامية للبنين في عام 1373هـ ومدرسة ابتدائية للبنات في عام 1388هـجرية. وافتتح مركز صحي للبلدة ومكتبة إبراهيم بن عثمان القديري الأهلية، ومركز للبريد، وفي عام 1396ه تم إدخال خدمة الكهرباء، ودخلت خدمة الهاتف للبلدة في عام 1403ه بالإضافة إلى إيصال مياه الشرب إلى سكانها.